# Asten (Autriche)
Pour les articles homonymes, voir Asten.
Asten est une commune autrichienne du district de Linz-Land en Haute-Autriche.